# 펜타데칸산
펜타데칸산(영어: pentadecanoic acid) 또는 펜타데실산(영어: pentadecylic acid)은 화학식이 CH3(CH2)13COOH인 포화 지방산이다. 펜타데칸산은 자연계에서 드물게 존재하며 젖소의 유지방에 1.2%수준으로 발견된다. 우유의 유지방은 펜타데칸산의 주요 식이 공급원이며, 펜타데칸산은 유지방 섭취의 지표로 사용된다. 펜타데칸산은 양고기 지방에 수소를 첨가하여 만들 수 있으며, 또한 두리안의 일종인 Durio graveolens 의 열매 지방의 3.61%를 차지한다.
펜타데칸산은 모유 수유를 통한 HIV 감염을 감소시킬 수 있다.

## 같이 보기
- 마르가르산